# Kamianka-Buzka
Kamianka-Buzka (tiếng Ukraina: Кам'янка-Бузька) là một thành phố của Ukraina. Thành phố này thuộc tỉnh Lviv. Thành phố này có diện tích ? km², dân số theo điều tra dân số năm 2022 là 10397 người.